# 아시가바트 올림픽 경기장
아시가바트 올림픽 경기장(투르크멘어: Saparmyrat Türkmenbaşy adyndaky Olimpiýa Stadiony)은 투르크메니스탄 아시가바트에 위치해 있는 다목적 경기장으로 2003년 완공되었으며 명칭과는 다르게 올림픽 스타디움으로 활용되지는 않았고 주로 축구 경기 및 각종 행사를 개최했으며 수용 인원은 45,000명이다.

## 역사
2007년 투르크메니스탄 정부에 의해 기존의 올림픽 경기장을 철거하고 60,000석 규모의 경기장을 재건축하는 계획이 발표되었으며 기존의 올림픽 경기장은 2012년 폐쇄된 뒤 2013년 완전히 철거되었다가 2017년 실내 무도 아시안 게임을 앞두고 45,000석으로 재개장했다.

## 같이 보기
- 아시가바트 스타디움